# Bodo von der Marwitz
Bodo Gottfried Carl von der Marwitz (* 6. Juli 1893 in Groß Kreutz; † 25. Februar 1982 in Köln) war Politiker, Gutsbesitzer und Ehrenkommendator des Johanniterordens.

## Leben

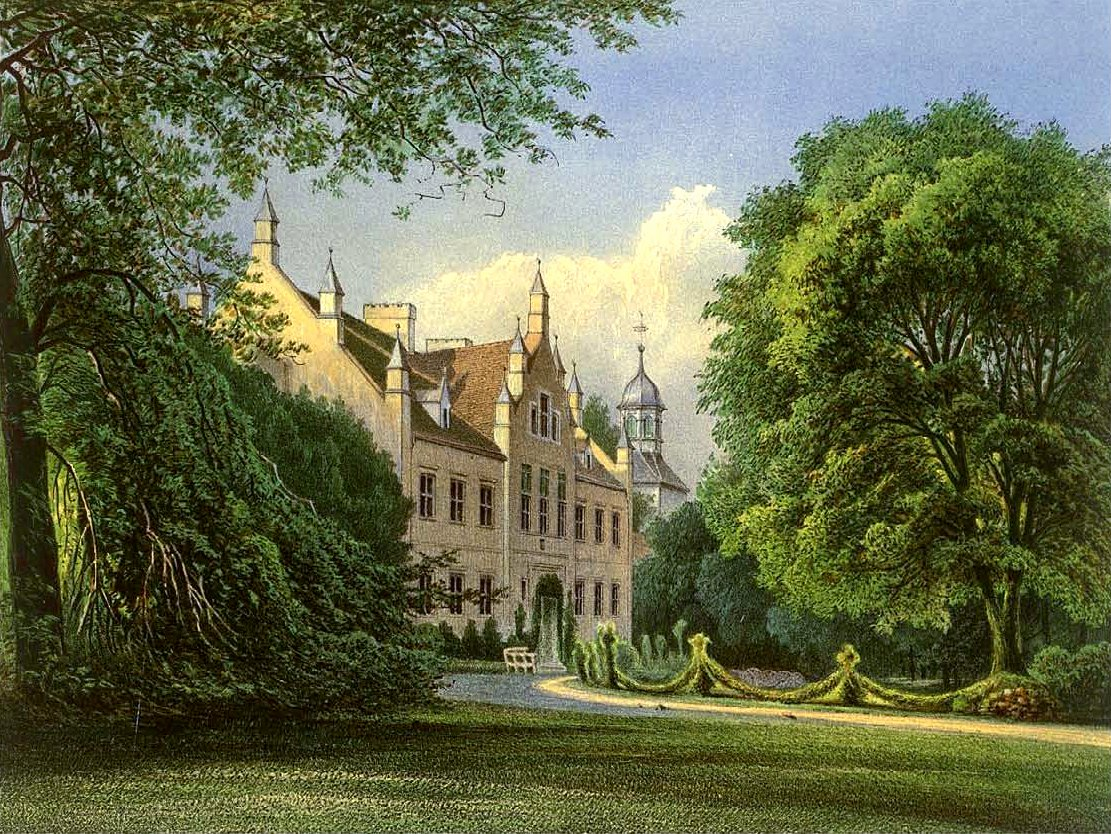
Schloss Friedersdorf um 1857/58, Sammlung Alexander Duncker

Marwitz wurde als Enkel und Sohn von preußischen Gutsbesitzern und Offizieren geboren, die Familie von der Marwitz gehört zum neumärkischen Uradel. Sein Vater Albert (1851–1900) hatte die Rittergüter Groß Kreutz bei Potsdam und Friedersdorf nahe Seelow als Eigentum, war Major a. D. Seine Mutter Eva ist eine geborene von der Schulenburg (1865–1897). Sie stammt aus der Linie Ragow.
Die Schulzeit erlebte er auf der Oberrealschule zu Berlin-Steglitz und auf dem Realprogymnasium Strausberg. Danach folgte die Militärzeit beim Ulanen-Regiment Kaiser Alexander II. von Russland (1. Brandenburgisches) Nr. 3 mit Garnison im nahen Fürstenwalde, zunächst als Fahnenjunker und Offiziersanwärter. Aus dem Ersten Weltkrieg kam Marwitz als Leutnant. Bodo von der Marwitz war über vier Jahrzehnte Gutsherr auf Groß Kreutz mit Forst Hackenhausen, Kreis Zauch-Belzig, und auf dem Hauptgut Friedersdorf im Oderland, die letzten Lebensjahre wohnte er in Köln.

## Familie
Bodo von der Marwitz war zweimal verheiratet; in erster Ehe mit Margarethe Freiin von Leonhardi. Drei Töchter entsprossen dieser Verbindung. Seine erste Frau wurde in Friedersdorf beerdigt. In der zweiten Ehe war er mit Friede Freiin von Schuckmann (1901–1980) liiert. Mit ihr hatte er drei Töchter und einen Sohn. Lebensmittelpunkt blieb zu allen Zeiten das von Karl Friedrich Schinkel entworfene Gutshaus in Friedersdorf. Das Gutshaus Groß Kreutz, eine Art Reminiszenz an Sanssouci in der Formgestaltung, sozusagen als „bürgerliches Sanssouci“, bewohnte hauptsächlich die Verwandtschaft und gehörte vorab eigentlich seinem 1918 gefallenen Bruder Gebhard. Seine zweite Frau wurde nach 1980 in Groß Kreuz beerdigt. Friedersdorf wiederum war Vorerbe seines ältesten Bruders Bernhard (1890–1918), der bis zum Tod auch schriftstellerisch tätig war und selbst Thema in der Literatur wurde. Alle drei Brüder dienten im gleichen Fürstenwalder Regiment, spätestens ab diesen Zeitraum führte Bodo von der Marwitz Tagebuch.

## Gutsbesitzer

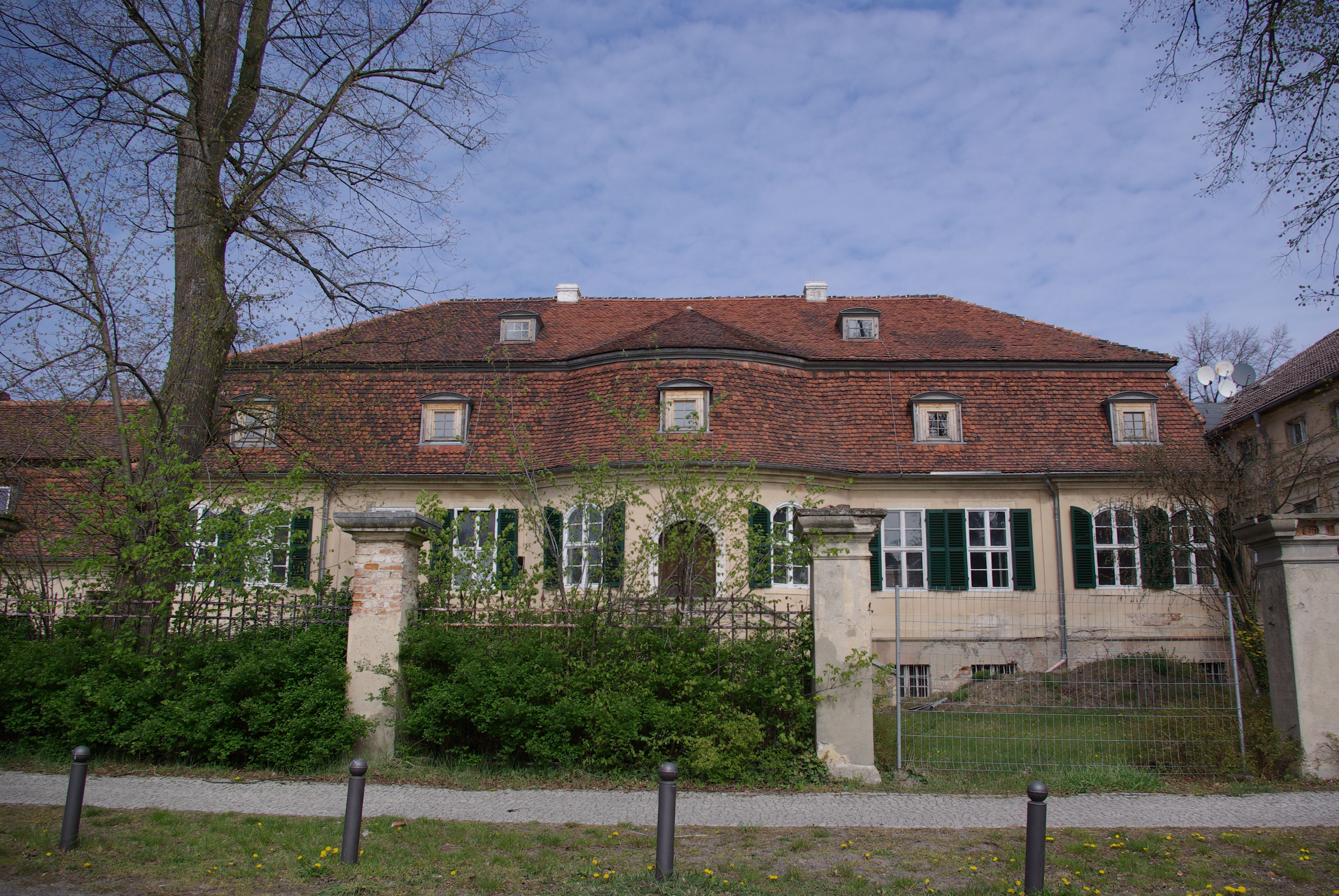
Gutshaus Groß Kreutz

Bodo erbte durch den frühen Tod des Vaters und seiner Brüder Friedersdorf und Groß Kreutz. Die Güter waren zunächst verpachtet. Die Größe der Betriebe blieben von 1907 bis 1929 relativ konstant, gesamt um die 1350 ha. Die Übernahme der Geschäfte ist nach eigenen Angaben auf 1920 datiert. Nur wenige Zeit später wurde er als Bauherr tätig und ließ das Haus in Friedersdorf etwas modernisieren. Weitere Bautätigkeiten folgten 1922 und Ende der 1930er Jahre mit dem Umbau von zwei Werkwohnungen in Groß Kreutz. Marwitz war Kirchenpatron in beiden Gemeinden.

## Politiker
Die Fachliteratur umschreibt seine Person durchweg als konservativ, anfangs mit leicht völkischem Akzent. Marwitz war in der oderländischen Heimatregion sehr aktiv im Stahlhelm, Bund der Frontsoldaten. In der Zeit der Weimarer Republik gehörte er zeitweise der Deutschnationalen Volkspartei (DNVP) an, war Mitglied im örtlichen Kriegerverein sowie Leiter des Großgrundbesitzerverbandes des Kreises Lebus.
Im Gebiet seines zweiten Gutes, in der Zauche, ist keine Aktivität in diese Richtung näher bekannt. Neben dem Landbund ist die Mitgliedschaft im Verein der ehemaligen Offiziere seines Regiments vorgezeichnet. In der Deutschen Adelsgenossenschaft war er Anfang der 1920er Jahre im Ehrenrat der Landesabteilung Frankfurt/O. In den Jahren nach 1938 gehörte er dieser gleichgeschalteten Organisation nicht mehr an.
Auf Versuche der adligen Verwandtschaft, in die NSDAP einzutreten, ist Marwitz nicht eingegangen. Er pflegte aber Kontakte zu Vertretern mehrerer politischer Lager. Besonders die Gutsbesitzer in der Nachbarschaft, wie von Alvensleben-Arensdorf-Falkenberg, von Elhard von Morozowicz-Wuhden und Herrn von Stünzner-Karbe auf Sieversdorf, standen ihm nahe. Auch zur Familie der Grafen von Hardenberg-Neuhardenberg wurde lange ein intensiver Kontakt gepflegt.

## Johanniterorden
Früh trat er in den Mitte des 19. Jahrhunderts durch den damaligen König Friedrich Wilhelm IV. wieder neu belebten Johanniterorden ein. Marwitz wurde dort 1923 Ehrenritter und 1932 Rechtsritter, Mitgliedschaft in der Brandenburgischen Provinzialgenossenschaft. Er war dann lange Werkmeister für den Gesamtorden und nachfolgend Ehrenkommendator. Sein Nachfahre Hans-Georg von der Marwitz-Friedersdorf, Domherr zu Brandenburg, ist ebenfalls Ehrenkommendator der Brandenburgischen Genossenschaft des Johanniterordens.